# Madonna del Monte (Insel)
Madonna del Monte ist eine unbewohnte Insel in der Lagune von Venedig. Sie liegt an einem Kanal zwischen Mazzorbo und San Giacomo in Paludo, der weiter Richtung Murano führt. Dieser nördlich des historischen Zentrums von Venedig beginnende Kanal heißt Scomenzera San Giacomo. Die Doppelinsel Madonna del Monte hat eine Fläche von 5.722 m². Zur Insel gehört eine kleinere Insel, die mit der Hauptinsel durch eine Landzunge verbunden war, die jedoch inzwischen unter Wasser liegt. Von 1303 bis 1432 bestand dort ein Kloster der Benediktiner, dann eine Einsiedelei, schließlich entstand 1712 eine kleine Kirche, die der Insel den Namen gab. Mit Napoleon ging die Insel an das Militär, sie wurde zum Munitionslager. Die Kirche verfiel, die Insel zerbrach in zwei Teile.

## Geschichte
Ausgrabungen erwiesen, dass die Insel schon in römischer Zeit bewohnt war. So fand man Überreste eines Holzgebäudes sowie eine mehr als 10 m lange Reihe von Amphoren.
Auf der Insel bestand von 1303 bis 1432 ein kleines, dem Hl. Nikolaus von Bari geweihtes Benediktinerkloster, das den Namen San Nicolò della Cavana erhielt. Es befand sich am Nordostrand der heutigen Insel. Cavane sind die für Venedig typischen Unterstellplätze für Boote, etwa unter Brücken, aber auch an den Stellen, an denen die Traghetti den Canal Grande überqueren. Die Mönche gingen auf der Grundlage eines Dekrets von Filippo Paruta, des Bischofs von Torcello, vom 15. Juli 1432, nach Santa Caterina auf Mazzorbo. Die Insel wurde wieder zu einer palude, bis 1648 Santa Catarina das Land einigen Religiosen überließ, die der Regel des hl. Paulus folgten, des ersten Eremiten. Doch gaben auch diese die Insel später auf.

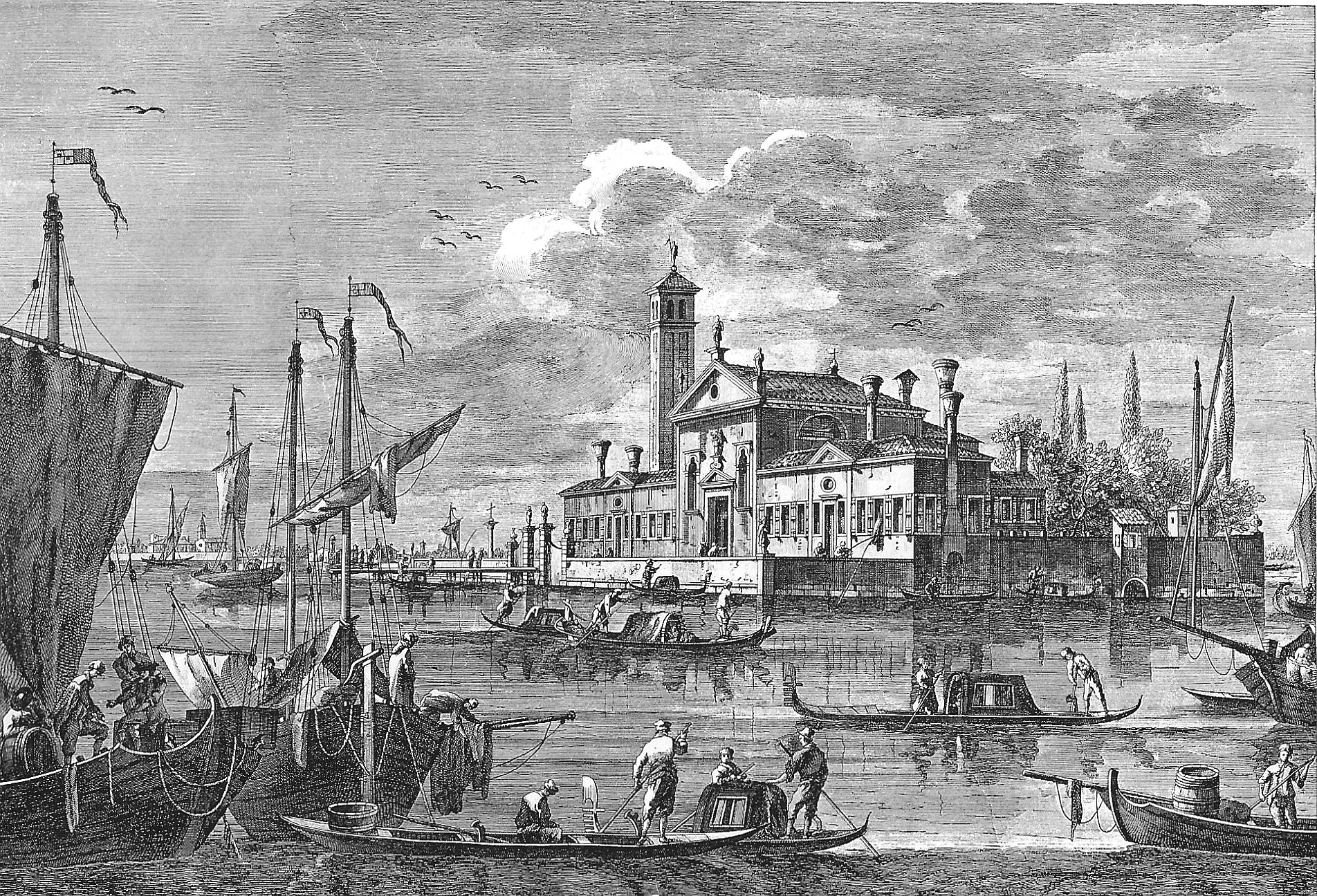
Stich nach einer Zeichnung von Francesco Tironi, 1779

Erst 1712 entstand durch den Senat auf Anregung des Venezianers Piero Tabacco wieder eine durch Almosen finanzierte kleine Kirche, die er der Santa Maria del Rosario widmete. Auch eine kleine Brüdergemeinde siedelte sich dort an, die er gegründet hatte. Seit dieser Zeit erhielt die Insel den Namen Monte del Rosario oder Madonna del Monte. Der Maler Francesco Tironi zeichnete die Insel mit ihrer Kirche im Jahr 1779.
1806 löste Napoleon die Klöster in Venedig auf, die Insel gelangte in die Hände der Armee. Mitte des 19. Jahrhunderts verfiel der kleine Bau und er wurde als Munitionslager genutzt, wie es vielfach in dieser Zeit geschah. Inzwischen hat die Erosion die Insel in zwei Teile zerrissen. Heute ist sie in Privatbesitz. Auf einer Mauer entstand in Erinnerung an die Vergangenheit ein kleiner Altar mit einem Marienbildnis.